# 日夫里
日夫里（法語：Givry，法語發音：[ʒivʁi]）是法国索恩-卢瓦尔省的一个市镇，属于索恩河畔沙隆区。

## 地理
日夫里（46°46'56"N, 4°44'35"E）面积26.03 平方千米，位于法国勃艮第-弗朗什-孔泰大區索恩-卢瓦尔省，该省份为法国中部省份，北起顺时针与科多尔省、汝拉省、安省、罗讷省、卢瓦尔省、阿列省和涅夫勒省接壤。
与日夫里接壤的市镇（或旧市镇、城区）包括：梅勒塞、拉沙尔梅、沙特努瓦-勒鲁瓦亚勒、德拉西堡、格朗日、让布勒、圣但尼德沃、圣雷米。

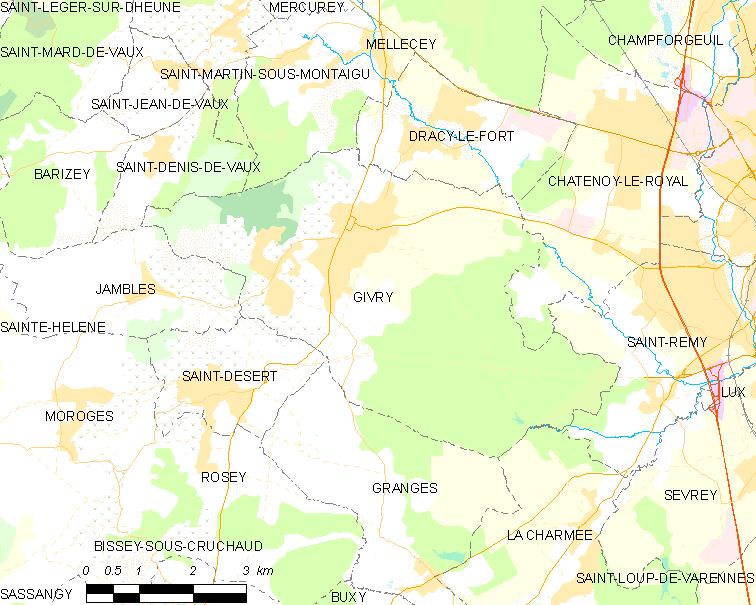
日夫里的OSM定位图

日夫里的时区为UTC+01:00、UTC+02:00（夏令时）。

## 行政
日夫里的邮政编码为71640，INSEE市镇编码为71221。

## 政治
日夫里所属的省级选区为日夫里县。

## 人口

1962-2008年间日夫里人口变化图示

日夫里于2022年1月1日时的人口数量为3623人。